# Refik-Veseli-Schule
Die Refik-Veseli-Schule in der Skalitzer Straße im Ortsteil Kreuzberg von Berlin ist eine Integrierte Sekundarschule mit gymnasialer Oberstufe und hat 380 Schüler im Schuljahr 2017/2018. Es waren 285 Schüler im Schuljahr 2015/2016. Die Refik-Veseli-Schule versteht sich als demokratische und inklusive Schule. Die Schülerschaft ist heterogen. Im 7. Jahrgang haben ca. 30 % der Schüler eine Gymnasialempfehlung. In jeder Klasse sind auch Kinder mit sonderpädagogischem Förderbedarf. Im 7. und 8. Jahrgang sind ca. 30 % der Schüler deutscher Herkunft.

## Schulkonzept
Die Refik-Veseli Schule ist die einzige Sekundarschule im Ortsteil, die für die Jahrgänge 7–13 ein durchgängiges Lernen anbietet. Sie bildet Bildungsbrücken mit der Nürtingen-, der Fichtelgebirge- und der Heinrich-Zille Grundschule, so dass die Kinder in der familiären Atmosphäre einer demokratischen Schule mit ihren Freunden von der ersten Klasse an bis zum Abitur gemeinsam aufwachsen und lernen können. Die Schule ermöglicht den Kindern die Auswahl von individuellen Profilen, das Erlernen der Fremdsprachen Englisch, Französisch, Spanisch und Türkisch und bietet ein  Ganztagsangebot mit gebundenem Ganztag. In Kooperation mit der Nürtingen-Schule gibt es einen Montessorizweig mit einem Schulversuch „Verbale Beurteilung in den Klassenstufen 7 und 8“, Altersmischung und einer gestalteten Lernumgebung.
Die Refik-Veseli-Schule führt als eine demokratische Schule eine regelmäßige Schüler-Versammlung für die Schulgemeinschaft durch, die von Schülern inhaltlich und medial vorbereitet wird. Ein Moderatorenteam aus Schülern führt durch die Veranstaltung.

## Geschichte
Die Gründung der einst als 115. und 237. Gemeindeschule bekannten Lehranstalt erfolgte 1886. Die Schule wurde im Stile des Historismus nach den Plänen des Berliner Architekten Hermann Blankenstein (1829–1910) errichtet, der über 120 Schulbauten und andere öffentliche Gebäude plante.
Die Schule sollte Mitte der 1980er Jahre abgerissen werden, doch setzten sich Bürgerinitiativen für den Erhalt ein. Schließlich wurde die Anlage samt dem Schulgarten für 36 Millionen DM renoviert und 1990 wiedereröffnet. Im Jahre 1995 wurde die Schule Berlins erste integrierte Haupt- und Realschule. Seit dem 31. Mai 2001 war die Schule nach dem städtischen Schuloberrat Eberhard Klein (1928–1992) benannt, der sich für den Erhalt der Schule eingesetzt hatte.
2010 wurde die Schule mit der Carl-Friedrich-Zelter-Schule zu einer Integrierten Sekundarschule fusioniert. Die neue Schule trug den Namen Sekundarschule Skalitzer Straße.
Die Schule ist seit dem 8. Oktober 2014 nach dem Gerechten unter den Völkern Refik Veseli benannt, einem muslimischen Albaner, der gemeinsam mit seiner Familie während der Zeit der deutschen Besatzung Albaniens zwei jüdische Familien bei sich versteckte. Refik Veseli steht für das Ideal von Akzeptanz und Anerkennung von Vielfalt, das die Schule zu ihrem Leitbild erklärt hat.
Die Schüler sind in den Schuljahren 2010–2013 internationaler Herkunft, etwa 80 Prozent sind türkischer und 15 Prozent arabischer Abstammung. Als Ursprungsländer kommen Albanien, das ehemalige Jugoslawien, Vietnam und afrikanische Staaten hinzu. Von Dezember 2004 bis 2013 besuchten diese Schule keine Schüler mehr, deren Muttersprache Deutsch war.
Bis 2013 zählten zu den Besonderheiten der Schule Werkstätten, Türkisch als zweite Fremdsprache und die Betreuung durch Sozialpädagogen. Um den Teufelskreis der schulischen Segregation zu durchbrechen und die Schule auch wieder für bildungsinteressierte Eltern attraktiver zu machen, nahm die Schule ab 2013 am School-Turnaround Programm der Robert-Bosch-Stiftung und der Senatsschulverwaltung teil. Im Rahmen der Schulentwicklung, die unter anderem durch dieses Projekt möglich wurde, in dem Schuljahr 2017/18 wurde eine gymnasiale Oberstufe eingeführt, sodass es jetzt möglich ist, auch an dieser Schule das Abitur zu erwerben.

## Bekannte Schüler/Schülerinnen
- Hatun Sürücü (1982–2005), Deutsch-Türkin, die einem sogenannten "Ehrenmord" zum Opfer fiel